# Кунохе (село)
Кунохе (яп. 九戸村 Кунохэ-мура) — село в Японии, находящееся в уезде Кунохе префектуры Иватэ. Площадь села составляет 134,05 км², население — 6096 человек (1 августа 2014), плотность населения — 45,48 чел./км².

## Географическое положение
Село расположено на острове Хонсю в префектуре Иватэ региона Тохоку. С ним граничат города Кудзи, Нинохе и посёлки Итинохе, Курумай, Кудзумаки.

## Население
Население села составляет 6096 человек (1 августа 2014), а плотность — 45,48 чел./км². Изменение численности населения с 1980 по 2005 годы:
| 1980 | 8496 чел. |  |
| 1985 | 8073 чел. |  |
| 1990 | 7985 чел. |  |
| 1995 | 7727 чел. |  |
| 2000 | 7324 чел. |  |
| 2005 | 6974 чел. |  |

## Символика
Деревом села считается сосна густоцветная, цветком — рододендрон, птицей — Syrmaticus soemmerringii.